# The Battle of Ranskoor Av Kolos
"The Battle of Ranskoor Av Kolos" é o décimo episódio da décima primeira temporada da série de ficção científica britânica Doctor Who, transmitido originalmente através da BBC One em 9 de dezembro de 2018. Foi escrito por Chris Chibnall, sendo dirigido por Jamie Childs.
O episódio é estrelado por Jodie Whittaker como a Décima terceira Doutora, ao lado de Bradley Walsh, Tosin Cole e Mandip Gill como seus companheiros, Graham O'Brien, Ryan Sinclair e Yasmin Khan, respectivamente.
O episódio foi assistido por 6,65 milhões de telespectadores.

## Enredo
A Doutora direciona a TARDIS para um planeta chamado Ranskoor Av Kolos, onde um grande número de sinais é originário. Ela e seus companheiros encontram um grande número de naves espaciais destruídas na superfície do planeta, bem como um campo psíquico que altera a percepção da realidade. Eles se deparam com um piloto chamado Paltraki que tem amnésia. Enquanto eles ajudam Paltraki a recuperar suas memórias, Paltraki recebe um sinal de vídeo de Tzim-Sha. Tzim-Sha avisa Paltraki para trazer-lhe um item a bordo de sua nave em troca de sua tripulação sequestrada. Graham pretende matar Tzim-Sha em vingança pela morte de Grace.
O grupo recolhe o item – aparentemente uma rocha flutuando em uma casca protetora. Graham e Ryan procuraram a tripulação sequestrada, enquanto a Doutora, Yasmin e Paltraki procuram Tzim-Sha. A Doutora e os outros descobrem com Tzim-Sha que ele tinha sido transportado para o Ranskoor Av. Kolos e encontrou os Ux, uma raça capaz de controlar o tecido da realidade com suas mentes, que consideram Tzim-Sha seu "criador". Nos três mil anos seguintes, Tzim-Sha usou a tecnologia Stenza com os poderes dos Ux para se vingar das raças que o humilhavam, encolhendo seus planetas em pequenos objetos, como o da nave de Paltraki. Yasmin e Paltraki descobrem quatro planetas similares, enquanto Tzim-Sha busca fazer o mesmo com a Terra. As naves que cobrem a superfície são embarcações que tentaram combater Tzim-Sha. A Doutora adverte que até cinco desses planetas próximos podem rasgar o tecido da realidade e acrescentar que a Terra o aceleraria.
Enquanto isso, Graham e Ryan encontraram a tripulação desaparecida, junto com outras equipes, em câmaras de estase. Tzim-Sha vai atrás deles. Enquanto Tzim-Sha está fora, a Doutora convence os Ux a parar o processo com a Terra e ajudá-la a devolver os planetas. Graham ameaça atirar Tzim-Sha. Ryan retorna, e Tzim-Sha tenta atirar nele, mas Graham atira no pé dele, atordoando-o por tempo suficiente para que Graham e Ryan o guardem em uma câmara de eatase.
A Doutora trabalha com a Ux na a TARDIS e com a tecnologia Stenza de Tzim-Sha para retornar aos cinco planetas. Paltraki decide ajudar a devolver os membros da tripulação aos seus mundos apropriados.

### Continuidade
A Doutora menciona o uso da TARDIS para arrastar um planeta através do universo, uma referência ao Décimo Doutor devolvendo a Terra ao seu devido lugar em "Journey's End" e ao renascimento de um Slitheen como um ovo, que o Nono Doutor testemunhou em "Boom Town".

## Transmissão e recepção
| Críticas profissionais            | Críticas profissionais |
| Avaliações da crítica             | Avaliações da crítica  |
| Fonte                             | Avaliação              |
| --------------------------------- | ---------------------- |
| Rotten Tomatoes (Tomatometer)     | 76%                    |
| Rotten Tomatoes (Pontuação geral) | 5.88                   |
| Entertainment Weekly              | B-                     |
| Daily Mirror                      | [ 4 ]                  |
| New York Magazine                 | [ 5 ]                  |
| Radio Times                       | [ 6 ]                  |
| The A.V. Club                     | B-                     |
| The Telegraph                     | [ 8 ]                  |
| TV Fanatic                        | [ 9 ]                  |

### Audiência
"The Battle of Ranskoor Av Kolos" foi assistido por 5,32 milhões de espectadores durante sua exibição inicial, com uma participação de 26,4% da audiência total da TV do Reino Unido, tornando-se a quarta maior audiência durante a noite e a 21.ª maior audiência durante a semana em pernoites em todos os canais. O episódio recebeu um total oficial de 6,65 milhões de espectadores em todos os canais do Reino Unido, tornando-se o 18.º programa mais assistido da semana, e teve uma pontuação no índice de valorização do público-alvo (Appreciation Index) de 79.

### Recepção crítica
O episódio ganhou avaliações mistas. Detém uma taxa de aprovação de 76%, com base em 17 avaliações, e uma pontuação média de 5,88 / 10 no Rotten Tomatoes. O consenso crítico do site diz: "Depois de uma temporada de aventuras, o episódio parece muito familiar para realmente satisfazer como final de Doctor Who — mas faz bem o suficiente para inspirar esperança de que as temporadas futuras da posse de Jodie Whittaker possam embalar mais de um soco."